# Artérite de Takayasu
 Mise en garde médicale
La maladie de Takayasu ou artérite de Takayasu, est une maladie rare, inflammatoire, qui touche des vaisseaux (presque toujours des artères de gros calibre : aorte et ses branches, artères pulmonaires).
On la nomme aussi maladie des femmes sans pouls, pour illustrer la disparition des pouls aux membres supérieurs (liée à une obturation des artères), survenant plus fréquemment chez les femmes.

## Historique
Mikito Takayasu en fait la première description d'une forme oculaire en 1908 et ce n'est que secondairement que la forme vasculaire a été décrite.

## Épidémiologie et étiologie
L'incidence de cette pathologie est, en Europe, de moins d'un cas par million et par an.
Elle est plus fréquente chez les jeunes femmes (sex ratio 9:1) avec un pic entre 20 et 35 ans.
On la rencontre plus fréquemment en Asie, mais on la retrouve dans toutes les parties du monde et dans toutes les ethnies.
Les causes de la maladie ne sont pas élucidées. Néanmoins plusieurs hypothèses sont avancées :
- la coexistence d’une tuberculose dans certains cas fait penser à une origine infectieuse qui déclencherait une réaction défensive anormale de la part de l’organisme ;
- un mécanisme auto-immunitaire est aussi évoqué : le système de défense de l’organisme attaquerait des tissus et des organes qui lui sont propres, telles les artères. Il fait intervenir les cellules dendritiques et les lymphocytes[4]. La coexistence avec d’autres maladies auto-immunes (maladie de Crohn, lupus…) serait en faveur de cette hypothèse.
- Il existe des facteurs génétiques (maladie plus grave chez les porteurs du HLA B27[5])

La maladie de Takayasu n’est pas contagieuse.

## Signes cliniques

### Signes généraux
La maladie débute dans un cas sur deux par une phase de symptômes non spécifiques, dans un contexte de syndrome inflammatoire. Fièvre, arthralgies, asthénie, amaigrissement, signes oculaires, rash cutané peuvent orienter vers d'autres maladies, retardant le diagnostic. Un peu plus évocateurs sont l'uvéite ou épisclérite, l'érythème noueux, le pyoderma gangrenosum.
L'examen physique peut montrer une différence dans les pressions artérielles entre le bras droit et le bras gauche; une différence de 10mmHg ou plus peut suggérer un diagnostic d'artérite de Takayasu.

### Signes vasculaires
Dans la majorité des cas le diagnostic n'est fait qu'après l'apparition des signes vasculaires et l'antécédent de signes généraux (parfois plusieurs années auparavant !) orientent vers l'origine inflammatoire de l'artériopathie.
Il existe des sténoses, des occlusions et des anévrysmes artériels, dont la localisation expliquent les symptômes ou les données de l'examen clinique. L'atteinte de la crosse aortique et de ses branches est la plus classique donnant en plus de l'abolition du pouls, des phénomènes ischémiques cérébraux ou des mains. L'atteinte coronaire est parfois prédominante. Une insuffisance aortique est possible d'emblée. Il peut exister aussi des atteintes de l'aorte abdominale et des artères rénales, responsables notamment d'une hypertension réno-vasculaire, mais l'hypertension peut être masquée par des atteintes des artères humérales.

### Autres atteintes
L'insuffisance cardiaque, tardive, peut être d'origine valvulaire, coronarienne, ou hypertensive. Elle peut être aussi conséquence de l'atteinte du muscle cardiaque.
Les signes oculaires notamment à type de neuropathie optique ischémique antérieure s'observent chez la moitié des patients.
Il peut exister une atteinte rénale de type glomérulaire.
L'atteinte cutané peut être à type d'érythème noueux ou d'un rash de type lupique.
L'atteinte des artères pulmonaires, présente dans un quart des cas, peut donner une hypertension artérielle pulmonaire, des hémoptysies, ou être asymptomatique.

## Signes paracliniques

### Biologie
Le syndrome inflammatoire biologique est de moins en moins prononcé au fur et à mesure de l'évolution de la maladie. La biologie ne contribue que très peu au diagnostic.

### Radiologie
L'imagerie artérielle est un temps fort du diagnostic de maladie de Takayasu.  L'echodoppler, l'artériographie, l'angioscanner, l'angioIRM se complètent.
Les images retrouvées sont multiples, étagées, avec des aspects de coarctation, des images « en queue de radis », sténoses, occlusions, anévrismes divers.

### Anatomo pathologie
- Lorsqu'elle est pratiquée, notamment dans le cadre d'une tentative de traitement chirurgical, l'anatomopathologie n'est pas toujours spécifique.
- Les aspects prononcés d'artérite inflammatoire[3] se chevauchent avec celles d'autres affections, notamment une maladie de Horton. Les localisations sont différentes, mais il existe des formes frontières.
- Les aspects sont parfois cicatriciels, fibreux, mélés d'artériosclérose banale.

## Diagnostic
Des critères diagnostics reposant sur la clinique.

## Diagnostic différentiel
Toutes les autres causes d'aortite :
- infectieuses : Syphilis, tuberculose, salmonellose ;
- inflammatoires : Maladie de Horton, lupus, Polyarthrite rhumatoïde, maladie de Behçet ;
- autres : athérosclérose, dysplasies fibromusculaires, maladie d'Erdheim Chester.

## Traitement
La prise en charge de la maladie a fait l'objet de la publication de recommandations. Celles de l'« American College of Rheumatology » datent de 2021.

### Médical
Le traitement médical de la maladie de Takayasu est basé sur la corticothérapie en tenant compte des contre indications et de la surveillance classique.
Dans les formes rebelles ou devant la nécessité de diminuer les doses de corticothérapie, l'utilisation des immunosuppresseurs est possible. Le tocilizumab peut avoir un intérêt qui reste cependant limité.

### Chirurgical et interventionnel
Les traitements interventionnels tiennent une place importante dans le cadre de la maladie de Takayasu : désobstructions, prothèses vasculaires, greffes veineuses, endarteriectomies... La place des thérapeutiques endoluminales transcutanées (avec ou sans pose de stents) était controversée jusqu'à une certaine époque mais le geste semble sur et efficace.

### Précisions, bénéfices et risques
Les corticoïdes (prednisone) constituent le traitement de premier choix, et ils sont efficaces dans environ la moitié des cas. Le traitement dure un mois ensuite la dose de corticoïdes est adaptée en fonction de la réponse. Celle-ci est jugée à partir de critères d’activité de la maladie à la fois clinique et d’imagerie. Si la maladie est contrôlée, la corticothérapie peut être diminuée progressivement après 3 à 4 semaines pour atteindre l'arrêt complet au bout de 12 à 24 mois. Si ce traitement n’est pas suffisamment efficace, un traitement par un médicament qui diminue les défenses immunitaires (immunosuppresseur) comme le méthotrexate, peut être ajouté.
Une bonne réponse au traitement peut être obtenue longtemps, parfois des années, après le début du traitement. Il existe néanmoins quelques risques liés à ce traitement. Les corticoïdes et les immunosuppresseurs augmentent le risque de contracter des infections, car ils diminuent les défenses naturelles de l’organisme. Les corticoïdes sont également à l’origine d’une ostéoporose qui peut être prévenue ou atténuée pas des mesures diététiques et des suppléments en calcium et en vitamine D.
Les traitements médicaux de la maladie de Takayasu peuvent être bien tolérés aux doses prescrites à condition d’avoir un suivi médical régulier.

## Évolution et pronostic
La survie globale est bonne, 90 % à 10 ans mais il peut exister une rechute dans la moitié des cas et dans un délai de dix ans, les facteurs de risque étant le sexe masculin la présence de douleurs au niveau des carotides et la persistance d'un syndrome inflammatoire. La coronaropathie et l'hypertension réno-vasculaire sont les éléments les plus défavorables du pronostic. La grossesse ne fait courir un risque à la mère qu'en cas d'hypertension non contrôlée, mais l'hypotrophie fœtale d'origine vasculaire est possible. La chirurgie de remplacement valvulaire peut se compliquer d'une désinsertion de la prothèse.
Une classification a été établie selon la gravité de la maladie. En règle générale, plus l’atteinte de l’aorte est étendue, plus grave est la maladie et plus il y a un risque de décès.
Les facteurs liés à un pronostic sombre sont une hypertension artérielle sévère (>200/110 mmHg), une atteinte cardiaque (cœur augmenté de volume, insuffisance cardiaque), l’existence de complications majeures (altérations de la rétine à l’examen du fond de l’œil, présence d’une dilatation de l’aorte – anévrisme), la présence de symptômes sévères tôt au cours de l’évolution de la maladie, une vitesse de sédimentation élevée, une atteinte de toute l'aorte.